# Kirchenkreis Schmalkalden
Der Kirchenkreis Schmalkalden ist einer der 14 Kirchenkreise der Evangelischen Kirche von Kurhessen-Waldeck und gehört dort zum Sprengel Hanau-Hersfeld. In seinen 16 Gemeinden leben rund 15.000 evangelische Christen (Stand: Juli 2024). Leiter des Kirchenkreises ist Dekan Ralf Gebauer. Der Sitz der Einrichtung befindet sich in Schmalkalden.

## Lage
Der Kirchenkreis Schmalkalden ist eine Exklave der EKKW innerhalb der Evangelischen Kirche in Mitteldeutschland. So grenzen im Uhrzeigersinn an ihn die Kirchenkreise Waltershausen-Ohrdruf, Henneberger Land, Meiningen und Bad Salzungen-Dermbach. Die nächstgelegenen kurhessischen Kirchenkreise sind Fulda und Hersfeld-Rotenburg.
Eine der Gemeinden des Kirchenkreises (Barchfeld) liegt im Wartburgkreis, die anderen im Landkreis Schmalkalden-Meiningen.

## Geschichte
Das Gebiet des Kirchenkreises entspricht dem der Herrschaft Schmalkalden, die ab 1360 zur Hälfte zur Landgrafschaft Hessen und ab 1583 zur Landgrafschaft Hessen-Kassel gehörte. Zunächst waren alle Kirchengemeinden lutherisch; durch Landgraf Moritz wurde seit Anfang des 17. Jahrhunderts aber auch die Entstehung einer reformierten Kirchengemeinde gefördert. Innerhalb der Evangelischen Landeskirche in Hessen-Kassel gab es eine lutherische und eine reformierte Superintendentur. Erst 1873 wurde im Rahmen einer Zentralisierung der kirchlichen Strukturen die Diözese Schmalkalden geschaffen, die dann auch ab 1934 als Dekanat Schmalkalden innerhalb der Evangelischen Kirche von Kurhessen-Waldeck bestand. Als der Landkreis Herrschaft Schmalkalden 1944 von der preußischen Provinz Hessen-Nassau in den Regierungsbezirk Erfurt überging und 1945 zum Land Thüringen kam, änderte sich an der kirchlichen Zugehörigkeit zu Kurhessen-Waldeck nichts. Wegen der innerdeutschen Teilung wurde 1951 ein Abkommen mit der Evangelisch-Lutherischen Kirche in Thüringen geschlossen. Ab 1968 verhinderten die DDR-Behörden jedoch die Beteiligung von Synodalen aus Schmalkalden an den Landessynoden, da nach der neuen DDR-Verfassung die Kirchengrenzen den Staatsgrenzen entsprechen mussten. Auf Grundlage eines Vertrags vom 28. April 1970 (ergänzt durch ein geheimes Zusatzprotokoll der Bischöfe Moritz Mitzenheim und Erich Vellmer über die Option einer Rückgliederung nach der erhofften deutschen Wiedervereinigung) wurde das Dekanat daher in die thüringische Kirche angegliedert, aber nicht eingegliedert. Auf Antrag der Kreissynode vom Frühjahr 1990 wurde diese Eingliederung 1991 wieder rückgängig gemacht.

## Kirchengemeinden
Zum Kirchenkreis gehören folgende Kirchengemeinden:
- Asbach (mit Dorfkirche Asbach)
- Barchfeld mit Kirche Barchfeld
- Brotterode (mit Kirche St. Nicolai)
- Fambach (mit Kirche St. Jakobus und dem Kirchsaal im kommunalen Simultangebäude in Heßles)
- Gesamtverband Floh-Seligenthal
  - Floh (mit der Dorfkirche Floh)
  - Kleinschmalkalden (mit den beiden Dorfkirchen Kleinschmalkalden)
  - Seligenthal (mit Kirche Seligenthal und dem Kirchsaal im kommunalen Simultangebäude in Hohleborn)
  - Schnellbach (mit Kirche)
  - Struth-Helmershof (mit Kirche)
- Haindorf (mit Dorfkirche Haindorf)
- Herrenbreitungen (mit Michaelskirche)
- Oberschönau-Unterschönau (mit der Kirche Oberschönau sowie dem Kirchsaal im kommunalen Simultangebäude Unterschönau)
- Schmalkalden (mit der Stadtkirche St. Georg sowie Kirchsälen in kommunalen Simultangebäuden in Weidebrunn, Näherstille, Mittelstille und Breitenbach. Der Kirchsaal im privaten Simultangebäude in Grumbach wird seit 2024 nicht mehr genutzt)
- Springstille (mit der Dorfkirche Springstille und der Herges-Hallenberg sowie dem Kirchsaal im kommunalen Simultangebäude Bermbach)
- Steinbach-Hallenberg (mit der Stadtkirche Steinbach und der Kirche Rotterode sowie dem Kirchsaal im kommunalen Simultangebäude in Altersbach)
- Trusetal (mit der Dorfkirche Trusetal)

Daneben bildet die Landeskirchliche Gemeinschaft eine eigene Gemeinde.